# کلوئی جکسون
کلوئی جکسون (انگلیسی: Chloe Jackson؛ زادهٔ ۲۱ اوت ۱۹۹۶) بازیکن بسکتبال اهل ایالات متحده آمریکا است.